# (3101) Goldberger
(3101) Goldberger ist ein Asteroid des inneren Hauptgürtels, der am 11. April 1978 von der US-amerikanischen Astronomin Eleanor Helin, dem italienischen Astronomen Gavril Grueff und dem kanadisch-britischen Astronomen Jasper V. Wall am Palomar-Observatorium in Kalifornien bei einer Helligkeit von 17 mag entdeckt wurde.
Der Asteroid wurde benannt zu Ehren von Marvin Leonard Goldberger (1922–2014), einem begabten Physiker, Lehrer und Menschenfreund, anlässlich seines Geburtstages am 22. Oktober. Seit seiner Amtseinführung im Jahr 1978 als Präsident des California Institute of Technology bis 1987 hatte er sich der Aufrechterhaltung der Exzellenz des Instituts und der Eröffnung neuer Möglichkeiten für Frauen in der Wissenschaft verschrieben. Seine unerschütterliche Unterstützung der Forschung an Kleinplaneten hat die Bedeutung und Vitalität des Themas als wissenschaftliches Unterfangen erhöht.
Aufgrund seiner Bahneigenschaften gilt (3101) Goldberger als Mitglied der Hungaria-Gruppe und bewegt sich noch innerhalb des Hauptgürtels i. e. S. im Bereich einer stabilisierenden 9:2-Bahnresonanz mit Jupiter.

## Wissenschaftliche Auswertung
Als Asteroid der seltenen Tholen-Spektralklasse E besitzt er durch eine mineralische Oberfläche eine hohe Albedo. Eine spektroskopische Untersuchung von 820 Asteroiden zwischen November 1996 und September 2001 am La-Silla-Observatorium in Chile ergab für (3101) Goldberger eine taxonomische Klassifizierung als X- bzw. Xe-Typ.
Aus photometrischen Beobachtungen aus nur einer einzigen Nacht am 1. April 1992 am Kitt-Peak-Nationalobservatorium in Arizona konnte aus der gemessenen Lichtkurve des Asteroiden nur eine grobe Abschätzung für die Rotationsperiode von etwa 5,2 h getroffen werden. Neue Beobachtungen vom 4. bis 11. Februar 2014 am Center for Solar System Studies-Palmer Divide Station (CS3-PDS) in Colorado  führten zu einem Wert von 5,268 h, während eine Beobachtungssession vom 18. bis 21. August 2015 eine Rotationsperiode von 5,270 h ergab. Vom 10. bis 16. März 2017 konnte unter schwierigen Beobachtungsbedingungen nur ein etwas unzuverlässigerer Wert von 5,27 h abgeleitet werden.
Aus photometrischen Daten des Asteroid Terrestrial-impact Last Alert System (ATLAS) aus dem Zeitraum 2015 bis 2018 konnte im Jahr 2020 in einer Untersuchung für (3101) Goldberger eine Rotationsperiode von 5,2683 h bestimmt werden.